# إدواردو نيكول
إدواردو نيكول (بالإسبانية: Eduardo Nicol)‏ هو فيلسوف مكسيكي وإسباني، ولد في 1907 في برشلونة في إسبانيا، وتوفي في 6 مايو 1990 في المكسيك.